# The Artist's Sacrifice
The Artist's Sacrifice è un film del 1913: il nome del regista non appare nei titoli. Il film, interpretato da Alice Joyce e Tom Moore, venne distribuito nelle sale dalla General Film Company il 19 maggio 1913.

## Trama
Joe è un pittore che lavora duro per mantenere agli studi il fratello minore Ted. Legge un giorno di un concorso di pittura che ha come tema La ragazza americana. In premio, 10.000 dollari: Joe, che ha bisogno di denaro, decide di partecipare, ma il problema, adesso, è quello di trovare una modella adatta. La trova al parco, seduta a una panchina: si tratta di Nell Winston, una commessa appena licenziata. La ragazza accetta di posare per Joe e si reca regolarmente allo studio, facendo innamorare di sé il pittore. Passa qualche tempo e arrivano le vacanze. Arriva anche Ted, che - incontrata Nell - si rende conto che è lei la donna che ha sempre sognato. Il quadro, intanto, è finito e viene inviato al concorso. La commissione giudicante convoca Joe e gli annuncia che ha vinto il primo premio. Felice, il pittore torna a casa, deciso a dichiararsi a Nell, ma scopre che il fratello lo ha preceduto. Joe si sacrifica per la felicità di Ted e di Nell.

## Produzione
Il film fu prodotto dalla Kalem Company.

## Distribuzione
Il film fu distribuito dalla General Film Company e uscì nelle sale il 19 maggio 1913.